# Estación de Gannes
La estación de Gannes es una estación ferroviaria francesa, de la línea férrea París-Lille, situada en la comuna de Gannes, en el departamento de Oise. Por ella transitan únicamente trenes regionales que unen París y Amiens.

## Situación ferroviaria
La estación se encuentra en el punto kilométrico 87,380 de la línea férrea París-Lille. 

## Historia
Fue inaugurada en 1846 por parte de la Compañía de ferrocarriles del Norte. En 1937, la estación pasó a ser explotada por la SNCF. Cerrada durante la Segunda Guerra Mundial fue reabierta a su conclusión aunque como un simple apeadero. Eso llevó al abandono de su edificio para viajeros que acabó siendo demolido en la década de los años 70.

## La estación
Este apeadero dispone de dos vías y de dos andenes laterales. 

## Servicios ferroviarios

### Regionales
- Línea Amiens - París